# 夂
뒤져올치(뒤져올夂)는 한자 부수의 하나. 발을 가리키는 止를 거꾸로 한 글자로, 머뭇거리며 뒤져오는 모양을 뜻하는 한자이다. 총 3획으로 이루어져 있다. 부수 명칭은 '뒤져올치부'이다.

## 夂부
| 자획 | 글자  |
| ---- | ----- |
| 0    | 夂    |
| 1 획 | 夃    |
| 2 획 | 处    |
| 3 획 | 夅    |
| 4 획 | 夆    |
| 5 획 | 备    |
| 6 획 | 変 㚅 |

## 문헌
- Fazzioli, Edoardo. 《Chinese calligraphy : from pictograph to ideogram : the history of 214 essential Chinese/Japanese characters》. calligraphy by Rebecca Hon Ko. New York: Abbeville Press. ISBN 0-89659-774-1.
- Leyi Li: “Tracing the Roots of Chinese Characters: 500 Cases”. Beijing 1993, ISBN 978-7-5619-0204-2